# マリー&ガリー
『マリー&ガリー』（マリー アンド ガリー、Marie & Gali、Marie and Gali）は、NHK教育テレビ（Eテレ）のテレビ番組『すイエんサー』内で、2009年3月31日より放送されていたテレビアニメである。
本項では第2期である『マリー&ガリーVer.2.0』（マリー アンド ガリー バージョン2.0、Marie & Gali Ver.2.0、Marie and Gali Ver.2.0）についても記述する。

## 概要
科学を主題とした5分間のオリジナル短編アニメ。科学にまつわることをギャグや歌やダンスを交えて解説する。また、世界天文年2009の公認イベント作品である。
シリーズ構成には東映女児向けアニメを担当する山田隆司、キャラクターデザインに『おジャ魔女どれみ』シリーズ、『ハートキャッチプリキュア!』などを手がける馬越嘉彦、演出には貝沢幸男、貝沢の担当した『ゲゲゲの鬼太郎』から小牧文、土田豊が、そして本作品が初演出となる暮田公平が担当。
オープニングでの声優の表記は1回4人までであり、5人以上のキャラクターが登場する回は、登場していてもテロップに入らない声優もいる。
本作は第1話の前に番組紹介となる第0話が存在し、CDシングル『ガリハバラ！』特典DVDに収録されている。第1期では2009年10月13日に『怪談レストラン』（テレビ朝日）が開始し、東映アニメーション作品同士の競合となった。ダ・ヴィンチ役の田の中勇が放送期間中の2010年1月13日に急逝し、事実上の遺作となる。そのため、最終話付近にダ・ヴィンチが登場するシーンは、セリフがなくてもいいように演出がなされている。また、第2期でダ・ヴィンチ役を引き継いだ青野武だったが青野自身も登板直後に病気で倒れて事実上降板（その後2012年に死去）となったため、こちらも田の中同様、ダ・ヴィンチが登場してもセリフがないか、または病気療養までに収録されたもので対応した。
2010年3月30日からは第2期となる『マリー&ガリーver.2.0』が『すイエんサー』内で放送され、新キャラクター、ノリカが加わることとなった。ver.2.0からは、前半25分の『すイエんサー』と後半5分の『マリー&ガリー』に番組が分離された形で放送された（番組表上はいずれもすイエんサー）。
3年目に入った2011年3月29日以降は、新作ではなく最初の2年の作品から選んだものが放送された。
2013年からは『すイエんサー』から分割され、そのために、第1期はエンディング（『すイエんサー』との合同）の1枚画が廃止され、本編ラストシーンに「終 NHK」が入るようになり、第2期（Ver.2.0）エンディングは、専用の1枚画に変更となった。
2014年3月をもって放送を終了したが、2015年4月から水曜17:35-17:40で放送が復活した。

## あらすじ
第1期
無口なゴスロリファッションの中学生・マリカはある日、ひょんなことから有名な科学者達が住み着く「ガリハバラ」という街へ迷い込んでしまう。科学が苦手なマリカはガリレオを始めとする個性的なガリハバラの科学者たちと一緒に触れ合い、少しずつ科学を理解していく。そして、天動説派によって裁判に掛けられたガリレオを今まで教わってきた科学の説明によって救い、科学を克服したマリカは無事ガリハバラを卒業していった。
ver.2.0
無事、苦手だった科学を克服し、ガリハバラを卒業したマリカだったが、ある日ガリレオによってガリハバラに呼び戻されてしまう。その理由は、新しく来た甘ロリファッションの少女・ノリカの科学嫌いによりイライラが爆発すると、巨大化したペットのクマで大暴れし、ガリハバラの街を破壊してしまいガリレオ達の手に負えないためだった。そこでマリカはノリカの科学嫌いを治し、科学の面白さを伝えるための教育係になることに。果たしてノリカの科学嫌いを治すことができるのか？

## 登場人物

### 主要人物
マリカ
声 - 千葉千恵巳
本作の主人公。ゴスロリファッションに身を包んだ無口な中学生の女の子。科学の話が苦手。ガリハバラに迷い込んだことをきっかけに、科学のことが少しずつ好きになっていく。
12月12日生まれの射手座だが、ガリハバラでは13星座なので蛇遣い座。
1期の最後にてガリハバラが天動説の世界に陥ってしまったが、今までガリレオ達から学んだ科学の知識を思い出しながら地動説を証明し、ガリハバラを救う。が、それはガリハバラから脱出できることを意味していた。
2期では中学校に通うために乗ったバスによってガリハバラにまたやってくることとなる。ノリカに科学の面白さを伝えることが今度の目的となっている。
ペット
マリカが縫ったぬいぐるみ。顔の中央に縫い目がある。ガリハバラに着いたときに命が宿ったため動くが、口が無いので話せない。マリカが目をそらした隙にガリレオをいじめている。ネコでもイヌでもウサギでもないため名前が「ペット」になっている。何がモデルかは不明。頭部にリボンがついているが、性別はオス。
ノリカ
声 - 井上麻里奈
『ver.2.0』から登場した甘ロリファッションで小学校高学年の女の子。マリカが去った後にガリハバラに迷い込んできた。科学の話が大嫌いで、イライラが爆発すると巨大化したクマに乗って大暴れする。語尾に「ですの」が付き、子どもっぽい性格。名前は「No理科」からで、口癖も「No科学! No理科ですの!!」。
2期の最終回では、「未来のノリカ」として、成長した姿が登場した。
クマ
『ver.2.0』から登場した、ノリカのぬいぐるみ。ペット同様、ガリハバラに来たことによって動くようになった。ノリカが怒りの頂点に達すると巨大化して暴れ、ガリレオが潰されることも多々。ペットとは仲がよくお互いに寄り添っていたり、テレビを見ていたりするシーンが多く見られる。性別はメスなので、恋愛関係にあると思われる。

### ガリハバラの科学者たち
名前は、それぞれモデルとなった科学者や研究者などにちなんでいる。
ガリレオ
声 - チョー
昔、地動説を説く為に戦った男。通称「ガリー」。年齢は50代。ガリハバラの街の名前も彼から採られている。大きく「地動説」と書かれたTシャツを着ている。天文台で働いている。普段は2頭身程度だが、格好をつけようとする際などには8頭身に変化する。またガリハバラに白夜が起きた際にも手足が伸び、イケメンになる描写があった。誕生日は史実のガリレオ同様に2月15日生まれの山羊座。
キュリー夫人
声 - 野沢雅子
美しく知的な貴婦人。ガリハバラの街でペンションとコーヒーショップを、発見したラジウムでガリハバラ郊外にラジウム温泉（スパ）を経営している。普段は優しいが怒らせると怖い。ガリレオには「きゅうり夫人」と間違って呼ばれることがあり、そのたびに激しいツッコミ兼お仕置きを入れる。マリカが言うにはパスタがおいしいらしい。熱しやすいが、ある一定の領域を超えると急激に冷めてしまうというキュリー温度のような性質を持っている。
ニュートン
声 - 阪田智靖
ガリハバラでリンゴ売りをするハンサムで背の高いロングヘアーの男。その容姿ゆえ多くの女性が重力のように引き寄せられてしまうほど。ナルシストの気があり、魅力により自分と女性達の間で働く力のことを「万有魅力」と呼ぶ。好みの女性のタイプは林檎（比喩ではなく果物の林檎が好き）という変わった性格。虫が嫌い。
ヘルツ
声 - 小杉十郎太
ガリハバラでラーメン屋「麺波らーめんヘルツ」を営んでいる番長風のいかつい男。電波を麺に変換する機械を使った「メガヘルツ麺」というラーメンを客に出している。ラーメンを出す際には必ずと言っていいほど指がスープの中に入っている。
フレミング
声 - 菊池正美
昼はエジソンの電気屋のアルバイト、夜はDJ屋台を引いてラーメン屋を経営している青年で、ラッパーを目指している。屋台に搭載してあるレコード台を回すと、その周辺がクラブに様変わりする。マリー・ペット・ガリレオとともに「第0話」に登場している。
アルキメデス
声 - 西村知道
ガリハバラのおしゃれな界隈でギリシャ神殿風のおでん屋「しらくさ」を営んでいる男。何か分かるとエウレーカと叫びながら、ふんどし一丁になり走っていく癖がある。
ダ・ヴィンチ
声 - 田の中勇（第1期） / 青野武（ver.2.0）
ツナギを着ているヒゲのおじいさん。ガリレオがライバル視している。ガリバでは何でも屋をしていて頼りにされているが、極めて飽きっぽく、思いつきで今の作業を放り出して別の作業をしてしまうことも。普段はガリレオと同じくらいの頭身だが、格好をつける際などには8頭身になる。第1期の途中で担当声優である田の中勇が他界し、第1期の残りは姿のみの登場となった。
ダーウィン
声 - 藤田圭宣
進化についての定説を作った科学者。進化をし過ぎたためにロボットの姿をしている。ペットショップを経営していて、中で売られているペットは全てロボットである。乾電池1本で動いていて、+と-を逆にセットすると逆進化してサルに戻ってしまう。オネエ言葉で話す。血が苦手で血が出ると男になる。
エジソン
声 - 環有希
若くして様々な特許を取得している少年。電気店「ガリバ電気」およびラジオ局「FMガリハバラ」の社長。かなりケチ。『ver.2.0』ではノリカに片思いしているが、うまく想いを伝えられずにいる。
ガガーリン
声 - 加藤清司
『ver.2.0』から登場した宇宙飛行士。ガリバ未来館を経営している。

## スタッフ
- 原作 - 東堂いづみ
- シリーズディレクター - 貝澤幸男、暮田公平
- シリーズ構成 - 山田隆司
- キャラクターデザイン - 馬越嘉彦
- 美術デザイン - 増田竜太郎
- 色彩設計 - 辻田邦夫
- 編集 - 西村英一
- 音響効果 - 山田香織(サウンドリング)
- 音楽 - 吉野浩司
- プロデューサー - 近藤浩正、ギャルマト・ボグダン
- 製作担当 - 岡田将介（第1期）、松坂一光(Ver 2.0)
- 制作 - NHKエデュケーショナル、東映アニメーション

## 主題歌
第1期「ガリハバラ!」（コロムビアミュージックエンタテインメント）
作詞 - もりちよこ / 作曲- 吉野裕司 / 編曲：吉野裕司 / 歌 - スウィングメイツK
Ver.2.0「カガクル!ミラクル!」（コロムビアミュージックエンタテインメント）
作詞 - もりちよこ / 作曲 - 高取ヒデアキ /編曲：籠島裕昌 / 歌 - マリカ（千葉千恵巳）&ノリカ（井上麻里奈）

## 関連商品
CD
| 年   | タイトル             | 曲 | 特典                          |
| ---- | -------------------- | --- | ----------------------------- |
| 2009 | ガリハバラ！         | 01.ガリハバラ！ / 02.ラブコイル / 03.BGMセレクション / 04.BGMセレクション                                                     | 本編パイロット版 第0話（DVD） |
| 2010 | カガクル！ミラクル！ | 01.カガクル！ミラクル！ / 02.私を未来に連れてって / 03.カガクル！ミラクル！（カラオケ） / 04.私を未来に連れてって（カラオケ） | なし                          |
DVD
| 年   | タイトル                    | 収録内容                                            | 特典                                      |
| ---- | --------------------------- | --------------------------------------------------- | ----------------------------------------- |
| 2010 | マリー&ガリー TVシリーズDVD | 第一期・全40話収録（第0話未収録） / ディスク2枚組み | オフィシャル同人誌「マリカマニア」        |
| 2011 | マリー&ガリーVer.2.0 DVD    | 第二期・全30話収録 / ディスク2枚組                  | オフィシャル同人誌「マリカマニアver.2.0」 |
ゲーム
マリー&ガリーのLet'sさいえんす
キーボード
マリー&ガリー キャラクターアートキーボード
（2009年12月18日完全受注生産にて発売）
上記ゲームとキーボードの発売元は株式会社ドラス。

## 放送リスト

### 第1期
| 話数   | サブタイトル                  | 脚本     | (絵コンテ) 演出     | 作画監督 | 放送日         |
| ------ | ----------------------------- | -------- | ------------------- | -------- | -------------- |
| 第0話  | (パイロット版)                | 山田隆司 | 松本理恵            | 馬越嘉彦 | 2008年 11月8日 |
| 第1話  | ふしぎな街のマリカ            | 山田隆司 | 貝澤幸男            | 信実節子 | 2009年 3月31日 |
| 第2話  | ふしぎな街 ガリハバラ         | 山田隆司 | 貝澤幸男            | 信実節子 | 4月7日         |
| 第3話  | 愛とリンゴの万有魅力!         | 井上美緒 | 暮田公平            | 浅沼昭弘 | 4月14日        |
| 第4話  | ラーメンと干渉のひみつ        | 高橋洋一 | 暮田公平            | 浅沼昭弘 | 4月21日        |
| 第5話  | 電磁力!歌え!ラブコイル        | 山田隆司 | 土田豊              | 仲條久美 | 4月28日        |
| 第6話  | 我 おでんに発見せり           | 井上美緒 | 土田豊              | 仲條久美 | 5月5日         |
| 第7話  | 作ってこわして!ダビンチ大発明 | 高橋洋一 | 暮田公平            | 浅沼昭弘 | 5月12日        |
| 第8話  | ラジウム温泉にようこそ        | 山田隆司 | 暮田公平            | 浅沼昭弘 | 5月19日        |
| 第9話  | 虹のひみつはドレミファソ?     | 井上美緒 | 小牧文              | 薮本陽輔 | 5月26日        |
| 第10話 | 宇宙は大きな万華鏡?           | 高橋洋一 | 暮田公平            | 仲條久美 | 6月9日         |
| 第11話 | マリカついに目覚める?         | 山田隆司 | 小牧文              | 薮本陽輔 | 6月16日        |
| 第12話 | お熱いのにご用心              | 井上美緒 | 暮田公平            | 仲條久美 | 6月23日        |
| 第13話 | こすってみがいて火をつけて    | 高橋洋一 | 土田豊              | 馬越嘉彦 | 6月30日        |
| 第14話 | ガリバ嵐の恐怖                | 中村結美 | 小牧文              | 浅沼昭弘 | 7月7日         |
| 第15話 | こちらFMガリハバラ            | 山田隆司 | 土田豊              | 信実節子 | 7月14日        |
| 第16話 | 果てしなきヘルツの麺修行      | 高橋洋一 | 小牧文              | 浅沼昭弘 | 7月21日        |
| 第17話 | ロボペットをつかまえて!       | 井上美緒 | 暮田公平            | 薮本陽輔 | 8月11日        |
| 第18話 | 気まぐれ橋はなぜ消える?       | 中村結美 | 土田豊              | 仲條久美 | 8月25日        |
| 第19話 | ハローは素敵な言葉            | 山田隆司 | 暮田公平            | 仲條久美 | 9月1日         |
| 第20話 | 電車に乗って宇宙旅行          | 高橋洋一 | 土田豊              | 薮本陽輔 | 9月8日         |
| 第21話 | ペット危機一髪                | 中村結美 | 小牧文              | 馬越嘉彦 | 9月15日        |
| 第22話 | 大発明?エジソントースター     | 高橋洋一 | 暮田公平            | 浅沼昭弘 | 9月22日        |
| 第23話 | ガリバ薬局?                   | 中村結美 | 小牧文              | 信実節子 | 10月6日        |
| 第24話 | カメ救済プロジェクト          | 山田隆司 | 暮田公平            | 浅沼昭弘 | 10月13日       |
| 第25話 | 一人ぼっちの誕生日            | 高橋洋一 | 土田豊              | 薮本陽輔 | 10月20日       |
| 第26話 | 大漁!ガリバ釣り大会           | 井上美緒 | 小牧文              | 仲條久美 | 11月3日        |
| 第27話 | 雷電気はなぜおこる?           | 山田隆司 | 土田豊              | 薮本陽輔 | 11月10日       |
| 第28話 | ガリバ流缶けり!?              | 中村結美 | 小牧文              | 仲條久美 | 11月17日       |
| 第29話 | カラフル!ロボット大戦         | 高橋洋一 | 暮田公平            | 馬越嘉彦 | 12月1日        |
| 第30話 | マリカのお手伝い              | 井上美緒 | 土田豊              | 浅沼昭弘 | 12月8日        |
| 第31話 | ガリーって偉い人?             | 山田隆司 | 土田豊              | 浅沼昭弘 | 12月15日       |
| 第32話 | ピザなのにパイ                | 中村結美 | (角銅博之) 暮田公平 | 信実節子 | 12月22日       |
| 第33話 | へびつかい座の女              | 井上美緒 | 小牧文              | 薮本陽輔 | 2010年 1月5日  |
| 第34話 | 恐怖!ブルーノからの招待状     | 高橋洋一 | 暮田公平            | 仲條久美 | 1月12日        |
| 第35話 | バチッ!バチッ!大嫌い          | 中村結美 | 小牧文              | 薮本陽輔 | 1月19日        |
| 第36話 | チキチキ!ガリバカーレース     | 高橋洋一 | 暮田公平            | 仲條久美 | 2月2日         |
| 第37話 | 月は落ちている!?              | 井上美緒 | 土田豊              | 浅沼昭弘 | 2月9日         |
| 第38話 | ガリレオ、逮捕される!?        | 山田隆司 | 土田豊              | 浅沼昭弘 | 2月16日        |
| 第39話 | それでも地球は動いている!     | 山田隆司 | 貝澤幸男            | 信実節子 | 3月16日        |
| 第40話 | 最終回なんですけど            | 山田隆司 | 貝澤幸男            | 信実節子 | 3月23日        |

### Ver.2.0
| 話数   | サブタイトル                         | 脚本     | (絵コンテ) 演出         | 作画監督   | 放送日         |
| ------ | ------------------------------------ | -------- | ----------------------- | ---------- | -------------- |
| 第1話  | 帰ってきたマリカ                     | 山田隆司 | 貝澤幸男                | 直井正博   | 2010年 3月30日 |
| 第2話  | どうして丸いのシャボン玉             | 山田隆司 | 貝澤幸男                | 小泉昇     | 4月6日         |
| 第3話  | どうしてさかさま？鏡の秘密           | 井上美緒 | 織本まきこ              | 大西陽一   | 4月13日        |
| 第4話  | ふっくらパンを焼こう！               | 高橋洋一 | (佐々木憲世) 広嶋秀樹   | 村上直紀   | 4月20日        |
| 第5話  | けんかの仲裁マリカはせっけん？       | 村山功   | 織本まきこ              | 小松こずえ | 4月27日        |
| 第6話  | マリカとノリカのイビキバスターズ！   | 伊藤睦美 | (角銅博之) 広嶋秀樹     | 今木宏明   | 5月4日         |
| 第7話  | マリカは名ゴルファー！？             | 高橋洋一 | 貝澤幸男                | 大西陽一   | 5月18日        |
| 第8話  | マイクロマシンで体内探検！           | 高橋洋一 | 小牧文                  | 村上直紀   | 5月25日        |
| 第9話  | ガリバ式！？リンゴちゃんダイエット！ | 伊藤睦美 | 貝澤幸男                | 小泉昇     | 6月1日         |
| 第10話 | 一億年生きたクマ                     | 田中仁   | 小牧文                  | 細川修平   | 6月8日         |
| 第11話 | 失われた時を求めて                   | 高橋洋一 | 土田豊                  | 市川慶一   | 6月15日        |
| 第12話 | 白夜の夢の物語                       | 山田隆司 | 暮田公平                | 今木宏明   | 7月6日         |
| 第13話 | ガリバの海賊！隠された宝をねらえ     | 伊藤睦美 | 暮田公平                | 亀井大祐   | 7月27日        |
| 第14話 | 灼熱のガリバを冷やせ！               | 井上美緒 | 貝澤幸男                | 吉田雄一   | 8月3日         |
| 第15話 | 誕生！ガリバ未来館                   | 井上美緒 | 貝澤幸男                | 小泉昇     | 8月24日        |
| 第16話 | 熱いハートを伝えたい！               | 伊藤睦美 | 小牧文                  | 竹田欣弘   | 8月31日        |
| 第17話 | ガリバ遊園地へようこそ               | 伊藤睦美 | (地岡公俊) 小牧文       | 亀井大祐   | 9月7日         |
| 第18話 | 科学探偵！ロリロリシスターズ         | 田中仁   | 貝澤幸男                | 小松こずえ | 10月5日        |
| 第19話 | 怪盗ガリバの挑戦状                   | 田中仁   | 土田豊                  | 市川慶一   | 10月12日       |
| 第20話 | 怪盗ガリバの最後                     | 田中仁   | （織本まきこ） 広嶋秀樹 | 細川修平   | 10月19日       |
| 第21話 | 星の形のひみつ                       | 村山功   | （佐々木憲世） 広嶋秀樹 | 亀井大祐   | 11月2日        |
| 第22話 | 挑戦！サイエンスクッキング           | 井上美緒 | 土田豊                  | 加藤義貴   | 11月9日        |
| 第23話 | 大空にはばたけ！                     | 村山功   | 暮田公平                | 今木宏明   | 11月16日       |
| 第24話 | 天空の冒険者たち                     | 村山功   | 貝澤幸男                | 小泉昇     | 12月7日        |
| 第25話 | 出動！ロリロリ消防隊                 | 高橋洋一 | （織本まきこ） 広嶋秀樹 | 八島善孝   | 2011年 1月4日  |
| 第26話 | ペット･クマ進化論                    | 田中仁   | （角銅博之） 広嶋秀樹   | 細川修平   | 1月11日        |
| 第27話 | 大人気！ロリロリDJシスターズ         | 山田隆司 | 土田豊                  | 八島善孝   | 2月1日         |
| 第28話 | 大噴火！ノリカの怒りをしずめろ！     | 村山功   | 暮田公平                | 八島善孝   | 3月1日         |
| 第29話 | 宇宙への挑戦者                       | 井上美緒 | 貝澤幸男                | 仲條久美   | 3月8日         |
| 第30話 | みんなで宇宙旅行                     | 山田隆司 | 暮田公平                | 仲條久美   | 3月22日        |